# Регіональне управління Сил територіальної оборони «Захід»
Регіональне управління Сил територіальної оборони «Захід» (РУ Сил ТрО «Захід», в/ч A5509) — регіональний орган військового управління Сил територіальної оборони Збройних Сил України на який покладено організацію та виконання завдань територіальної оборони у західній військово-сухопутній зоні України.

## Завдання
Завданнями Регіонального управління Сил територіальної оборони «Захід» є:
1. своєчасне реагування та вжиття необхідних заходів щодо оборони території та захисту населення на визначеній місцевості до моменту розгортання в межах такої території угруповання військ (сил) або/чи угруповання об'єднаних сил, призначених для ведення воєнних (бойових) дій з відсічі збройної агресії проти України;
2. участь у посиленні охорони та захисті державного кордону;
3. участь у захисті населення, територій, навколишнього природного середовища та майна від надзвичайних ситуацій, ліквідації наслідків ведення воєнних (бойових) дій;
4. участь у підготовці громадян України до національного спротиву;
5. участь у забезпеченні умов для безпечного функціонування органів державної влади, інших державних органів, органів місцевого самоврядування та органів військового управління;
6. участь в охороні та обороні важливих об'єктів і комунікацій, інших критично важливих об'єктів інфраструктури, визначених Кабінетом Міністрів України, та об'єктів обласного, районного, сільського, селищного, міського значення, районного у містах рад, сільських, селищних, порушення функціонування та виведення з ладу яких становлять загрозу для життєдіяльності населення;
7. забезпечення умов для стратегічного (оперативного) розгортання військ (сил) або їх перегрупування;
8. участь у здійсненні заходів щодо тимчасової заборони або обмеження руху транспортних засобів і пішоходів поблизу та в межах зон/районів надзвичайних ситуацій та/або ведення воєнних (бойових) дій;
9. участь у забезпеченні заходів громадської безпеки і порядку в населених пунктах;
10. участь у запровадженні та здійсненні заходів правового режиму воєнного стану в разі його введення на всій території України або в окремих її місцевостях;
11. участь у боротьбі з диверсійно-розвідувальними силами, іншими збройними формуваннями агресора (противника) та не передбаченими законами України воєнізованими або збройними формуваннями;
12. участь в інформаційних заходах, спрямованих на підвищення рівня обороноздатності держави та на протидію інформаційним операціям агресора (противника).

## Історія

### Формування
1 січня 2022 року територіальна оборона на підставі Закону України «Про основи національного спротиву» була виділена із Сухопутних військ в окермий рід сил.
15 січня 2022 року було сформовано Регіональне управління Сил територіальної оборони «Захід»[джерело?].

## Структура
- 101-ша окрема бригада територіальної оборони (Закарпатська область)
- 102-га окрема бригада територіальної оборони ім. полковника Дмитра Вітовського (Івано-Франківська область)
- 103-тя окрема бригада територіальної оборони ім. митрополита Андрея Шептицького (Львівська область)
- 104-та окрема бригада територіальної оборони (Рівненська область)
- 105-та окрема бригада територіальної оборони (Тернопільська область)
- 106-та окрема бригада територіальної оборони (Хмельницька область)
- 107-ма окрема бригада територіальної оборони (Чернівецька область)

## Керівництво

### Начальники
- полковник Шемчук Олег[6]